# PledgeBank
Die PledgeBank war eine Website zur Koordinierung von kollektivem Handeln, auf der Eide (englisch: pledge, Versprechen) zur Mitarbeit an einem Projekt oder auf ein Ziel geleistet werden können. Das Motto der PledgeBank war „I’ll do it, but only if you’ll help“ (deutsch: Ich mache es, aber nur, wenn du hilfst) und beschreibt die gängige Form der einzelnen Pledges (d. h. der einzelnen Versprechen), Ich spende X für Y, wenn Z Personen versprechen es mir gleichzutun. Betreiber war die gemeinnützige Organisation mySociety.

## Gründung und Geschichte
Die Gründung erfolgte durch eine Gemeinschaft Freiwilliger in Form der Organisation mySociety, die zusätzlichen hauptamtlichen Programmierer wurden durch Zuschüsse und Spenden des damaligen Office of the Deputy Prime Minister finanziert.
Im Januar 2015 wurde das Ende des Projekts bekannt gegeben.

## Pledges
Grundsätzlich sind alle denkbaren Versprechen möglich, allerdings unter Vorbehalt, etwa sind Obszönitäten ausgeschlossen.

### Erfolgswahrscheinlichkeit
Einer nicht näher erläuterten Auswertung von Pledges, bei denen es um das Spenden von Geld ging, ergab eine typische Quote von drei Viertel zahlenden Teilnehmern.

### Beispiele (Auswahl)
Die Gründung der Open Rights Group 2005 wurde über PledgeBank mit den Worten Einen Dauerauftrag über 5 Pfund an eine Organisation, die sich für digitale Rechte innerhalb des Vereinigten Königreiches einsetzt, anlegen, sofern bis zum 25. Dezember 2005 auch 1.000 andere Personen diesen einrichten. finanziert.
Tony Blair, zu diesem Zeitpunkt Premierminister des Vereinigten Königreiches, versprach 2006 die Schirmherrschaft für einen Sportverein zu übernehmen, sofern 100 weitere Personen des öffentlichen Lebens sich anschließen. Er erreichte die geforderte Anzahl Unterstützer im Juli.